# Eduard Siegl
Eduard Siegl (23. října 1831 Šumperk – 27. listopadu 1889 Hodonín) ,byl rakouský podnikatel, zemědělský a cukrovarnický manažer a politik německé národnosti ze Slezska, v 2. polovině 19. století poslanec Říšské rady.

## Biografie
Působil jako podnikatel a zemědělský odborník. Byl příslušníkem rodiny Sieglů, která patřila v 19. století mezi významné podnikatelské rody v Šumperku. Pocházela původně z Libiny. Byl nejstarším synem šumperského textilního podnikatele Carla Ignaze Siegla (1802–1889), jenž byl synem barvíře Johanna Siegla. Eduardovým bratrem byl Robert Gustav Siegl (1834–1904), podnikatel a zemský poslanec. Další bratr Richard Siegl (1837–1898) byl podnikatelem a komunálním politikem v Šumperku. Synem Roberta Gustava byl Emil Siegl (1860–1939), šumperský průmyslník, jehož syn Robert Siegl mladší (1890–1940) byl v meziválečném období aktivní v sudetoněmeckých průmyslových organizacích a koncem 30. let se angažoval v stranických strukturách SdP a NSDAP. V 60. letech 19. století se v Šumperku uvádí též obchodník Dominik Siegl, zemský poslanec.
Eduard studoval na gymnáziích v Kroměříži a Olomouci. Zapsal se na práva na Karlo-Ferdinandově univerzitě v Praze, kde byl aktivním členem burschenschaftu Markomannia a zapojil se během revolučního roku 1848 do květnových nepokojů v Praze. Byl pak zadržen v Olomuci na útěku do Uherska. Do 31. prosince 1851 pobýval ve vyšetřovací vazbě v Praze na Hradčanech. Podle jiného zdroje byl zapojen do tzv. májového spiknutí roku 1849 teprve onoho roku utekl před stíháním do Uherska, kde byl zadržen. Pak byl odsouzen na 15 let těžkého žaláře a vězněn v Komárně. 25. dubna 1854 byl propuštěn na amnestii.
Po amnestování nesměl ovšem dokončit vysokoškolská studia. Získal nicméně povolení studovat zemědělství na školách v uherském Altenburgu nebo v Hohenheimu. Roky 1854–1860 strávil stážemi v zemědělských podnicích a cukrovarech, v tuzemsku i v zahraničí. Roku 1862 se stal technickým ředitelem cukrovaru ve slezských Bernarticích. Byl členem četných zemědělských organizací. Podílel se na založení zemědělské školy v Horních Heřmanicích. Později přesídlil na Moravu, kde byl ředitelem panství Dolní Kounice s cukrovarem v Pohořelicích. Zde setrval do svého vstupu do politiky v roce 1873. Při odchodu mu město Pohořelice udělilo čestné občanství.
Byl rovněž poslancem Říšské rady (celostátního parlamentu), kam usedl v prvních přímých volbách roku 1873 za kurii venkovských obcí ve Slezsku, obvod Bruntál, Horní Benešov, Frývaldov atd. Mandát obhájil ve volbách roku 1879 a volbách roku 1885. Rezignaci na mandát oznámil na schůzi 24. října 1888. Nahradil ho pak August Kaiser. V roce 1873 se uvádí jako ředitel továrny, bytem Vídeň.
Zastupoval tzv. Ústavní stranu, která byla liberálně, provídeňsky a centralisticky orientována. V jejím rámci představoval roku 1873 staroněmecké křídlo. Po volbách je ovšem v říjnu 1879 zmiňován na Říšské radě již coby člen mladoněmeckého Klubu sjednocené Pokrokové strany (Club der vereinigten Fortschrittspartei). V parlamentu se zaměřoval na národohospodářská témata.
Po rezignaci na poslanecké křeslo působil až do své smrti jako inspektor cukrovarů. Byl vrchním inspektorem cukrovarů na Moravě a ve Slezsku.
Zemřel v listopadu 1889 na mrtvici během inspekční cesty. Tělo bylo z Hodonína převezeno do Šumperka a zde pohřbeno v rodinné hrobce na zdejším městském hřbitově.